# Bob Faught
Robert Edward Faught, detto Bob (Columbus, 2 settembre 1921 – Hilton Head, 23 aprile 2002), è stato un cestista statunitense, professionista nella BAA.